# Mường Xén
Mường Xén là một xã thuộc tỉnh Nghệ An, Việt Nam. Xã được hình thành trên cơ sở sáp nhập thị trấn Mường Xén, xã Tà Cạ và xã Tây Sơn của huyện Kỳ Sơn trong đợt Sáp nhập tỉnh thành Việt Nam 2025.

## Địa lý
Xã Mường Xén có vị trí địa lý:
- Phía Đông giáp xã Hữu Kiệm;
- Phía Nam giáp xã Na Ngoi và xã Mường Típ;
- Phía Tây giáp xã Mường Típ;
- Phía Bắc giáp nước CHDCND Lào và xã Nậm Cắn.

Xã Mường Xén có diện tích tự nhiên 182,49 km².

## Hành chính và tên gọi
Xã Mường Xén được thành lập theo Nghị quyết số 1678/NQ-UBTVQH15 của Ủy ban Thường vụ Quốc hội Việt Nam, ban hành ngày 16 tháng 6 năm 2025. Theo đó, sắp xếp toàn bộ diện tích tự nhiên, quy mô dân số của thị trấn Mường Xén, xã Tà Cạ và xã Tây Sơn thuộc huyện Kỳ Sơn trước đây thành một xã mới có tên gọi là xã Mường Xén.
Trước đó, theo Đề án sắp xếp đơn vị hành chính cấp xã tỉnh Nghệ An, xã này là xã Mường Cạ.
Sau sắp xếp xã có diện tích tự nhiên: 182,49 km², quy mô dân số: 10.396 người.